# حافة كومبتون
حافة كومبتون  في تحليل الطيف (بالإنجليزية:Compton edge) هي ظاهرة في منحنى الطيف ناتجة عن تأثير كومبتون الذي يحدث في عداد وميضي أو عداد جسيمات.
عندما يتشتت شعاع غاما على سطح العداد الوميضي scintillator ويرتد جزئيا فيحدث أن يسجل العداد جزءا فقط من طاقة الشعاع. ويظهر ذلك عي منحنى طاقة الذي يسجله العداد ولكنه لا ينتمي إلى حقيقة الشعاع الساقط كاملا. وتسمى أعلى طاقة تحدث خلال تلك العملية حافة كومبتون.

## مقدمة
عند القيام بتجربة تشتت كومبتون يسقط فوتون ويصتدم بأحد إلكترونات المادة الوميضية للعداد. ويعتمد مقدار الطاقة المتبادلة بين الفوتون واإلكترون العداد على زاوية السقوط، ويعطي مقدار الطاقة المتبادلة بالمعادلة:
{\displaystyle {\frac {1}{E^{\prime }}}-{\frac {1}{E}}={\frac {1}{m_{\text{e}}c^{2}}}\left(1-\cos \theta \right)}
أو
{\displaystyle E^{\prime }={\frac {E}{1+{\frac {(1-\cos \theta )E}{m_{\text{e}}c^{2}}}}}}
حيث:
- E طاقة الفوتون الساقط.
- E'  طاقة الفوتون الناتج الذي يخرج من العداد.
- {\displaystyle m_{\text{e}}} كتلة الإلكترون.
- c سرعة الضوء.
- {\displaystyle \theta } زاوية انعكاس الفوتون.

وتعتمد جزءالطاقة المنتقلة إلى العداد على زاوية انعكاس الفوتون. وعندما تقترب الزاوية {\displaystyle \theta } من الصفر فلا تنطقل أي جزء من طاقة الفوتون إلى العداد. وينتقل الجزء الأكبر من طاقة الفوتون إلى العداد عندما تقترب الزاوية {\displaystyle \theta } من 180 درجة.
أي عندما تكون:
{\displaystyle E_{T}=E-E^{\prime }}
{\displaystyle E_{\text{Compton}}=E_{T}({\text{max}})={\frac {2E^{2}}{m_{\text{e}}c^{2}+2E}}}
ولا يمكن للفوتون أن ينقل جزءا من طاقته أكبر عن طريق تلك العملية، لذلك يتسم منحنى الطاقة التي يسجلها لعداد عند تلك الطاقة بحافة حادة تسمى حافة كومبتون'.

## شكل منحنى طيف أشعة غاما

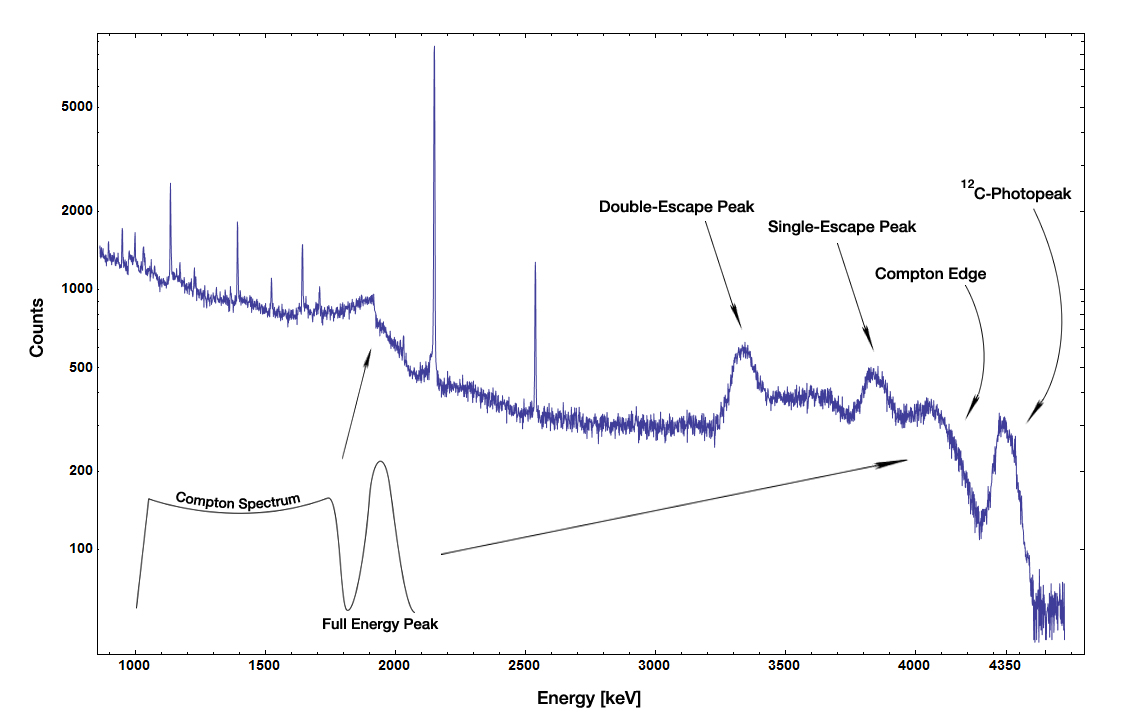
طيف أشعة غاما لعينة مشعة من أمريكيوم-بريليوم.

## اقرأ أيضا
- تأثير كومبتون
- تأثير ضوء جهدي
- خلية شمسية
- تشتت تومسون
- إنتاج زوجي